# 국대부인 (후백제)
국대부인 견씨(國大夫人 甄氏, 887년~?)는 후백제(後百濟) 제1대 왕 견훤(甄萱)과 상원부인 박씨(上院王后 朴氏)의 딸이자 박영규(朴英規)의 부인이며 고려(高麗) 태조 왕건(太祖 王建)의 후궁(後宮)인 동산원부인(東山院夫人)의 어머니이다.

## 생애
견훤이 아들인 신검에게 붙들려 금산사에 갇혀 있다가 왕건에게 귀순하자, 국대부인(國大夫人)은 남편 박영규와 의논하여 “충신은 두 임금을 섬기지 않는다.”라고 밀사를 보내어 태조 왕건에게 내통한 뒤 고려에 귀순하여 견훤을 위로하였다. 이에 감격한 왕건은 전쟁이 끝나면 당에 올라 박영규를 형으로, 부인을 형수로 높여 절하겠다고 하였다. 그 뒤 딸 동산원부인은 왕건의 후궁이 되었고, 다른 딸 문공왕후와 문성왕후는 정종의 정궁이 되었다. 그녀는 후에 국대부인(國大夫人)에 책봉되고 다시 삼한국대부인(三韓國大夫人)으로 개봉되었다.

## 가계
- 조부 : 아자개(阿玆蓋, ? ~935)
- 조모 : 상원부인(上院夫人)
  - 부왕 : 견훤(甄萱, 867~936 재위:892~935)
  - 모후 : 왕후 박씨(王后 朴氏)
    - 형제 : 신검(神劍, 885~?) 재위:935~936)
    - 형제 : 양검(良劍 ? ~936)
    - 형제 : 용검(龍劍 ? ~936)
    - 형제 : 금강(金剛 ? ~935)
    - 형제 : 능예(能乂)
    - 남편 : 박영규(朴英規)
      - 아들 : 순천 박씨(順天 朴氏)
      - 아들 : 순천 박씨(順天 朴氏)
      - 딸 : 동산원부인(東山院夫人)
      - 딸 : 문공왕후(文恭王后)
      - 딸 : 문성왕후(文成王后)
- 계조모 : 남원부인(南院夫人)
  - 숙부 : 능애(能哀)
  - 고모 : 대주도금(大主刀金)
  - 숙부 : 용개(龍蓋)
  - 숙부 : 보개(寶蓋)
  - 숙부 : 소개(小蓋)

## 국대부인이 등장하는 작품

### TV 드라마
- 《태조 왕건》(KBS, 2000년~2002년, 배우:임채원)

## 같이 보기
- 아자개
- 대주도금
- 견훤
- 신검
- 양검
- 용검
- 견금강
- 박영규
- 고려 태조
- 고려 정종

## 참고 문헌
- (三國史記 三國遺事 高麗史 文暻鉉)